# 9720 Ulfbirgitta
9720 Ulfbirgitta è un asteroide della fascia principale. Scoperto nel 1980, presenta un'orbita caratterizzata da un semiasse maggiore pari a 2,9308967 UA e da un'eccentricità di 0,1120500, inclinata di 11,98916° rispetto all'eclittica.